# Русские в Шанхае (альбом)

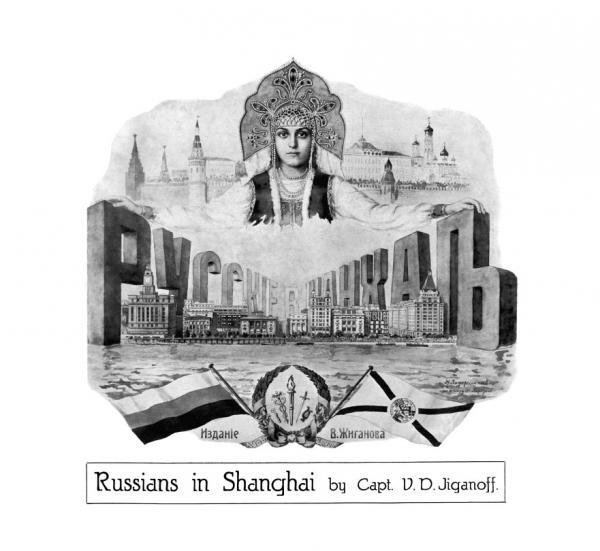
Фрагмент титульной страница альбома (по репринтному изданию)

«Русские в Шанхае» — альбом, составленный Владимиром Жигановым, выпущенный в 1936 году в Шанхае. Альбом представляет собой энциклопедию русской эмиграции в Шанхае 1920—1930 годов со множеством фотоматериалов, иллюстрирующих жизнь покинувших Россию людей, и обширных информационных статей. Широко известен историкам и исследователям русского зарубежья как ценный источник информации.

## Подготовка и содержание альбома
Автор книги, Владимир Данилович Жиганов, эмигрировал в Китай в 1925 году, где организовал Общество медицинской взаимопомощи, а также принимал активное участие в работе других русских общественных организаций. «На страницах своего альбома я старался запечатлеть те качественные проявления, которые выказала русская белая эмиграция за годы своего изгнания, а именно: неугасимую любовь к своей Родине, веру в Бога и преданность Святой Православной церкви,» — писал В. Д. Жиганов в предисловии к своему изданию.
Работа по составлению, редакции и публикации книги продолжалась в течение 5 лет — с 1931 по 1936 год. Концепция издания несколько раз менялась: от классического альбома, состоящего из фотографий и кратких аннотаций, до максимально подробного рассказа о каждом участвовавшем в проекте человеке. По собственному свидетельству, в ходе работы над альбомом автор посетил «не менее 2000 человек», четверть которых «по 3-4 раза» (несмотря на то, что эмигранты нередко относились к готовящемуся альбому с настороженностью и недоверием, некоторые, к кому обращался составитель, отказывались предоставлять информацию о себе).
В издании размещались чёрно-белые фотографии всех выразивших на то желание бывших поданных Российской империи вне зависимости от прежнего или текущего социального положения, национальности или происхождения (кроме «судимых и заведомых большевиков»), которые считали себя «русскими шанхайцами», — всего 1600 портретов, из которых около 800 были сделаны специально для альбома, примерно 500 — в присутствии Жигунова или же под его руководством. Каждая фотография сопровождалась подробным очерком о каждой включённой в издание семье. В ряде случаев краткие биографии некоторых архитекторов, художников, деятелей искусства являются редкими или даже единственными сохранившимися описаниями их жизни. Кроме того, в информационных статьях описывалась деятельность общественных эмигрантских организаций, православной церкви, зарисовки обстановки: учебные заведения, пресса, Шанхайский русский полк, конкурсы, спортивные состязания, выступления Ф. И. Шаляпина. Такие очерки помещались перед каждым новым тематическим разделом альбома. 
Подавляющая часть работы была проделана самим Жигановым: фотосъёмка, сбор информации, составление очерков и аннотаций, вёрстка, корректорская правка. Титульная страница издания была оформлена Андреем Степановичем Березиным. В качестве эпиграфа были использованы строки поэта-эмигранта Алексея Ачаира. Изначально проект финансировали оставшиеся неизвестными спонсоры, однако, не ожидавшие, что работа над книгой растянется на 5 лет, к 1936 году они устранились, и все расходы взял на себя Жиганов.
Публикация альбома состоялась в апреле 1936 года в русской типографии «Слово». Всего было напечатано 300 экземпляров, распространявшихся по подписке. На настоящий момент тираж альбома разошёлся по миру, так что издание сразу стало библиографической редкостью. При этом дошедшие до наших дней экземпляры зачастую содержат купюры. В конце 1930-х Жигунов переехал в Австралию. Тогда планы составителя по выпуску второго издания альбома не осуществились. 

## Переиздание
В начале XXI века в Санкт-Петербурге по материалам альбома прошёл ряд фотовыставок, посвящённых русской эмиграции в Шанхае, в том числе в Мариинском дворце, при Законодательном собрании северной столицы. В 2008 году книга была переиздана:
- Жиганов В. Д. Русские в Шанхае: альбом / Подгот. изд. и предисл. В. П. Леонова и Ю. В. Шестакова; вступит. ст. Н. П. Рождественской. — СПб.: БАН, Альфарет, 2008. — 288 с.: ил.

В 2010 году с опорой на новое издание альманаха была проведена выставка «Русские в Шанхае» в Музее политической истории России в Санкт-Петербурге.